# Classe 600 (motovedetta Carabinieri)
Le motovedette Classe 600 sono delle unità costiere del Servizio navale dell'Arma dei Carabinieri.

## Caratteristiche
Le unità sono state realizzate basandosi sul progetto “Keith Nelson” simili a quelle costruite nello stesso periodo per la Guardia Costiera. Anche il servizio navale della Guardia di finanza ha nel suo organico simili unità navali denominate vedette dislocanti Classe 5800.
Le unità di questa classe sostituiscono le motovedetta costiera classe 500, con prestazioni e caratteristiche nettamente superiori.
Le unità sono equipaggiate con due motori AIFO tipo 8281SRM da 240 CV ciascuno e raggiungono una velocità massima di 21 nodi con una autonomia di oltre 22 ore di navigazione alla velocità operativa di 18 nodi. La lunghezza è di oltre 12 metri e il dislocamento a pieno carico di oltre 11 tonnellate. 
Le motovedette di questa classe hanno qualità nautiche in grado di consentire anche in condizioni meteomarine non ottimali, un'ampia possibilità di intervento nei settori della vigilanza alle normative sulla navigazione, alla nautica da diporto, alla pesca, alla prevenzione dell'inquinamento e alla tutela del patrimonio artistico subacqueo.
L'equipaggio è di 5 militari, di cui due marescialli.
L'armamento è costituito da una mitragliatrice MG 42 calibro 7,62 NATO e da 5 pistole mitragliatrici M12S calibro 9 mm Parabellum.